# برج بلغراد
برج بلغراد هي برج متعدد الأستخدمات قيد الإنشاء في بلغراد،صربيا. يتكون البرج من 40 طابق وعند اكتماله في 2022 سيصبح أطول برج في صربيا.